# Fotsiforia flavifrons
Fotsiforia flavifrons är en stekelart som beskrevs av Jonathan 1980. Fotsiforia flavifrons ingår i släktet Fotsiforia och familjen brokparasitsteklar. Inga underarter finns listade i Catalogue of Life.